# 섀넌 존스
섀넌 존스(Shannon Jones, 1970년 월 일 ~ )는 미국의 정치인이다.

## 학력
- 신시내티 대학교

## 경력
- 2007.01 ~ 2009.08 제127·128대 오하이오주 제67선거구 하원의원
- 2009.08 ~ 2016.12 제128·129·130·131대 오하이오주 제7선거구 상원의원

## 역대 선거 결과
| 선거명      | 직책명                         | 대수  | 정당   | 득표율  | 득표수    | 결과 | 당락                 |
| ----------- | ------------------------------ | ----- | ------ | ------- | --------- | ---- | -------------------- |
| 2006년 선거 | 하원의원 (오하이오 제67선거구) | 127대 | 공화당 | 62.05%  | 25,740표  | 1위  | 오하이오 주의원 당선 |
| 2008년 선거 | 하원의원 (오하이오 제67선거구) | 128대 | 공화당 | 100.00% | 51,236표  | 1위  | 오하이오 주의원 당선 |
| 2010년 선거 | 상원의원 (오하이오 제7부)      | 129대 | 공화당 | 72.03%  | 100,625표 | 1위  | 오하이오 주의원 당선 |
| 2014년 선거 | 상원의원 (오하이오 제7부)      | 131대 | 공화당 | 100.00% | 75,402표  | 1위  | 오하이오 주의원 당선 |